# Witzenberg
La Municipalité de Witzenberg (Witzenberg Local Municipality) est une municipalité locale du district municipal de Cape Winelands dans la province du Cap-Occidental en Afrique du Sud. Le siège de la municipalité est situé dans la ville de Ceres.

## Localités de Witzenberg
Les principales localités de la municipalité sont Ceres, Op-die-berg, Wolseley, Tulbagh et Prince Alfred Hamlet ainsi que les townships de Bella Vista, eNduli, Meulstroom, Montana et Pine Valley.

## Démographie
Selon le recensement de 2011, les 115 946 résidents de la municipalité de Witzenberg sont majoritairement issus de la population coloured (65,94 %). Les populations noires et les blancs représentent respectivement 25,27 % et 7,71 % des habitants.
Les habitants ont majoritairement l'afrikaans pour langue maternelle (75,24 %) devant le xhosa (16,57 %).

## Historique
Avant 1995, la zone, qui constitue depuis 2000 la municipalité de Witzenberg, était composée de diverses municipalités (Ceres, Wolseley, Tulbagh et Prince Alfred Hamlet) dont les conseils municipaux étaient élus par les résidents blancs. 
Les résidents de couleurs habitant à Ceres, Tulbagh et Wolseley étaient gérés par des comités de gestion subordonnés aux conseils municipaux blancs. Le quartier de Nduli, près de Ceres, disposait pour sa part de son propre conseil municipal, établi en vertu de la loi sur les collectivités locales noires de 1982 (Black Local Authorities Act, 1982).
La municipalité locale de Witzenberg a été constituée en 2000 à la suite de la réforme des gouvernements locaux.
Lors des élections municipales de 2016, l'Alliance démocratique (DA) remporta 46,22 % des voix et 11 sièges de conseillers municipaux contre 33,08 % et 8 sièges au congrès national africain (ANC). Quatre autres sièges furent attribués à 4 petits partis représentatifs dont les Economic Freedom Fighters et le Congrès du Peuple.

## Administration
La municipalité se compose de 23 sièges de conseillers municipaux. Elle est dirigée par une majorité municipale composée de l'Alliance démocratique et du Congrès du peuple.

### Liste des maires
| Maires depuis 2000 | Parti politique                | Terme                        |
| ------------------ | ------------------------------ | ---------------------------- |
| John Schuurman     | ANC                            | 2000-2005                    |
| Katrina Robyn      | ID                             | 2006-2007                    |
| André Muller       | ANC                            | 2007                         |
| Kevin Klaasen      | DA                             | 2007-2009                    |
| Nombasa Mhlati     | United Independant Front       | octobre 2009 - novembre 2010 |
| Maria Geldenhuys   | National People Party          | décembre 2010 - mai 2011     |
| Stefan Louw        | DA                             | 2011-2013                    |
| Jacques Klazen     | Parti chrétien démocrate (DCP) | juin 2013 - aout 2015        |
| Barnito Klaasen    | DA                             | aout 2015 - novembre 2021    |
| Hennie Smit        | DA                             | 22 novembre 2021 - 2023      |
| Katriena Robyn     | GOOD                           | octobre-décembre 2023        |
| Trevor Abrahams    | DA                             | depuis le 14 décembre 2023   |